# THE ONE PIECE
《THE ONE PIECE》（日语：／），是改編自日本漫畫家尾田榮一郎創作的《ONE PIECE》系列的網路動畫，本作動畫是繼《ONE PIECE》1999年動畫版後的全新動畫版，內容為重新製作。由日本動畫工作室WIT STUDIO製作，預計於Netflix全球獨家上線。

## 製作
2023年12月17日，在「Jump Festa 2024」活動上宣布《ONE PIECE》將製作全新動畫系列《THE ONE PIECE》，由日本動畫工作室WIT STUDIO製作，從原作漫畫「東方藍篇」第一話開始重製與完全新增內容所組成，預計於Netflix全球獨家上線。
本作是由集英社、东映动画、富士電視台等製作委員會所負責的企畫。

## 製作人員
參考來源：
- 原作：尾田榮一郎
- 導演：肥塚正史
- 副導演：阿部英明
- 系列構成：岸本卓
- 人物設定、總作畫導演：淺野恭司、本多孝敏
- 生物設定、概念藝術：梶野靖弘
- 道具設定：田口愛梨
- 動作動畫：今泉健、福田周平
- 美術導演：黑田友範
- 動畫製作：WIT STUDIO
- 製作：《THE ONE PIECE》製作委員會（集英社、东映动画、富士電視台）